# Georg Juckel
Georg Juckel (* 24. Dezember 1961 in Hamburg) ist ein deutscher Facharzt für Psychiatrie und Psychotherapie und Universitätsprofessor für Psychiatrie und Psychotherapie an der Ruhr-Universität Bochum. Er ist Ärztlicher Direktor des LWL-Universitätsklinikums der Ruhr-Universität sowie Direktor der Klinik für Psychiatrie, Psychotherapie und Präventivmedizin in Bochum. Juckel ist Experte auf den Gebieten Schizophrenie und affektive Störungen (Depression, bipolare Störung).

## Leben
Juckel studierte Philosophie (1981–1986) und Humanmedizin (1986–1995) an der Freien Universität und der Humboldt-Universität Berlin. Im Anschluss an seine Promotion an der Psychiatrischen Klinik der FU Berlin zu dem Thema Akustisch evozierte Potentiale bei Patienten mit affektiven Störungen unter Fluvoxamin, Lichttherapie und Lithium ging er für einen einjährigen Forschungsaufenthalt an das Department of Psychophysiology der Ungarischen Akademie der Wissenschaften in Budapest. Seine Ausbildung zum Facharzt für Psychiatrie und Psychotherapie absolvierte Juckel von 1995 bis 2002 an der Psychiatrischen Klinik der Ludwig-Maximilians-Universität München. 1997/1998 forschte er am Department of Psychology (Program of Neuroscience) an der Princeton University (New Jersey, USA). Er habilitierte sich 2003 an der LMU München zum Thema Die Lautstärkeabhängigkeit akustisch evozierter Potentiale als Indikator des zentralen serotonergen Systems – Untersuchungen im Tiermodell sowie an psychiatrischen Patienten und gesunden Probanden. Von 2002 bis 2005 war Juckel Stellvertretender Leitender Oberarzt an der Klinik für Psychiatrie und Psychotherapie der Charité in Berlin.
Seit 2005 ist Juckel Professor für Psychiatrie und Psychotherapie an der Ruhr-Universität und Ärztlicher Direktor des LWL-Universitätsklinikums Bochum sowie Direktor der Klinik für Psychiatrie, Psychotherapie und Präventivmedizin. Seit 2006 ist er zudem Vorsitzender des LWL-Instituts für Präventions- und Versorgungsforschung.

## Wissenschaftlicher Beitrag
Juckel hat jahrelang an der Etablierung eines neurophysiologischen Parameters (Lautstärkeabhängigkeit akustisch evozierter Potentiale) als Indikator des im Gehirn synaptisch ausgeschütteten Serotonins für psychiatrische und psychopharmakologische Fragestellungen sowohl grundlagenwissenschaftlich im Tiermodell als auch klinisch an Patienten geforscht. Es folgten Untersuchungen mittels funktioneller Magnetresonanztomographie (fMRT) zum mesolimbischen dopaminergen Bedeutungs- und Belohnungssystem vor allem bei Patienten mit Schizophrenie und Effekten unterschiedlicher Neuroleptika. In Bochum konzentriert sich Juckel auf das von ihm und anderen gut validierte inflammatorische Tiermodell der Schizophrenie (PolyI:C) und untersuchte vor allem die Funktion der aktivierten Mikroglia und ihre Folgen auf das neuronale Substrat im Rahmen der Hirnentwicklungshypothese der Schizophrenie. Vor allem in und mit dem LWL-Institut für Versorgungs- und Präventionsforschung entwickelte Juckel eine Reihe von Studien zu praktischen Aspekten der Versorgung und Behandlung in der Psychiatrie, so zur Genetik schizophrener Verlaufstypen, Ergo- und Bewegungstherapie sowie zur Genesungsbegleitung, aber auch zu Zwangsmaßnahmen und ihrer Reduktion.

## Mitgliedschaften in wissenschaftlichen Vereinigungen (Auswahl)
- Seit 2016 Editor bei der wissenschaftlichen Fachzeitschrift Pharmacopsychiatry
- Beiratsmitglied des „Dachverbands Deutschsprachiger PsychosenPsychotherapie“[8]
- 2015 stv. Koordinator BMBF-Netzwerk Bipolare Störungen
- 2011 Wahl zum Vorsitzenden der Deutschen Gesellschaft für bipolare Störungen (DGBS)
- 2023 Vorstandsmitglied der Deutschen Gesellschaft für Biologische Psychiatrie

## Ehrungen und Auszeichnungen
- DGPPN-Solvay/Duphar-Preis für psychiatrische Forschung (1996)
- Bernhard-von-Gudden-Preis für Forschung zu Depression und Angst (2000)

## Privates
Er ist verheiratet mit der Griechin Paraskevi Mavrogiorgou.

## Publikationen
- Publikationsliste ResearchGate
- Publikationsliste PubMed

Bücher (Auswahl)
- als Herausgeber mit Marc-Andreas Edel: Neurobiologie und Psychotherapie. Integration und praktische Anwendung bei psychischen Störungen. Mit einem Geleitwort von Gerhard Roth. Schattauer, Stuttgart 2014, ISBN 978-3-7945-2854-7.
- als Herausgeber mit Knut Hoffmann: Ethische Entscheidungssituationen in Psychiatrie und Psychotherapie. Pabst Science Publishers, Lengerich 2016, ISBN 978-3-95853-187-1.
- mit Paraskevi Mavrogiorgou: Wie die Seele wieder Frieden findet. Warum die alten Geschichten der Bibel uns heute Halt geben.